# Hethmoscelis chalcothysana
Hethmoscelis chalcothysana är en fjärilsart som beskrevs av Diakonoff 1955. Hethmoscelis chalcothysana ingår i släktet Hethmoscelis och familjen signalmalar. Inga underarter finns listade i Catalogue of Life.